# Serie A1 1964/65
Die Saison 1964/65 war die 31. Spielzeit der Serie A1, der höchsten italienischen Eishockeyspielklasse. Meister wurde zum insgesamt siebten Mal in der Vereinsgeschichte SG Cortina.

## Modus
Die sechs Mannschaften absolvierten in der Hauptrunde jeweils zehn Spiele. Die drei Erstplatzierten der Hauptrunde qualifizierten sich für die Finalrunde, deren Erstplatzierter Meister wurde. Für einen Sieg erhielt jede Mannschaft zwei Punkte, bei einem Unentschieden gab es einen Punkt und bei einer Niederlage null Punkte.

## Hauptrunde
|    | Klub              | Punkte |
| -- | ----------------- | ------ |
| 1. | SG Cortina        | 16     |
| 2. | HC Bozen          | 12     |
| 3. | HC Ortisei        | 15     |
| 4. | HC Diavoli Milano | 8      |
| 5. | SSV Bozen         | 4      |
| 6. | HC Alleghe        | 3      |

## Finalrunde
|    | Klub       | Punkte |
| -- | ---------- | ------ |
| 1. | SG Cortina | 22     |
| 2. | HC Bozen   | 18     |
| 3. | Ortisei    | 15     |

## Meistermannschaft
Franco Alverà – Isidoro Alverà – Paolo Bernardi – Alberto Da Rin – Gianfranco Da Rin – Paolo Gaspari – Bruno Ghedina – Ivo Ghezze – Bruno Frison – Giuseppe Lorenzi – Francesco Macchietto – Giovanni Mastel – Giulio Oberhammer – Italo Scuderi – Jack Siemon – Giulio Verocai